# Манту, Этьен
Этьен Манту (5 февраля 1913 – 29 апреля 1945) — французский экономист, сын Поля Манту. Наибольшую известность получил благодаря своей книге «Карфагенский мир, или Экономические последствия мистера Кейнса». В ней он стремился продемонстрировать, что многие из представлений Джона Мейнарда Кейнса о последствиях Версальского договора для Германии, изложенные в его работе «Экономические последствия мира», были ошибочными.

## Возражения Кейнсу
В противовес Кейнсу Манту утверждал, что справедливость требует, чтобы Германия возместила весь ущерб, причиненный Первой мировой войной, и намеревался доказать, что многие прогнозы Кейнса не подтвердились последующими событиями. Например, Кейнс считал, что производство железа в Европе сократится, но к 1929 году это производство в Европе выросло на 10% по сравнению с  1913 годом. Кейнс предсказывал, что производство чугуна и стали в Германии сократится, но к 1927 году производство стали увеличилось на 30%, а производство чугуна — на 38% по сравнению с 1913 годом. Кейнс также утверждал, что эффективность добычи угля в Германии снизится, но производительность труда к 1929 году выросла по сравнению с показателем 1913 года на 30%. Кейнс утверждал, что Германия не сможет экспортировать уголь сразу после заключения мирного договора, однако чистый экспорт угля из Германии в течение года составил 15 миллионов тонн, а к 1926 году  достиг 35 миллионов. Кейнс также утверждал, что национальные сбережения Германии в годы после заключения договора составят менее 2 миллиардов марок, однако в 1925 году  сбережения Германии оценивались в 6,4 миллиарда марок, а в 1927 году — в 7,6 миллиарда марок. Кейнс считал, что Германия не сможет выплатить более 2 миллиардов марок репараций в течение следующих 30 лет, но Манту указывал, что расходы Германии на перевооружение в семь раз превышали эту сумму в каждый год в период с 1933 по 1939 год.

### Оценки
Британский историк Алан Тейлор утверждал, что Манту «продемонстрировал, что немцы могли бы выплачивать репарации, не разоряясь, если бы захотели; Гитлер продемонстрировал это на практике, когда изъял огромные суммы у правительства Виши во Франции». Стивен А. Шукер утверждал, что «тенденциозная, но влиятельная» книга Кейнса была умело опровергнута Манту.  
С другой стороны, Чарльз Файнстайн подверг критике аргумент Манту о том, что союзники могли бы собирать репарации по мере роста немецкой экономики. Файнстайн пришел к выводу, что: «Эти платежи были главной причиной нестабильности и препятствием для международного экономического сотрудничества».

## Гибель
Манту погиб 7 мая 1945 года в бою за восемь дней до  капитуляции Германии , сражаясь в составе Свободных французских сил в Баварии. 

## Труды
- "La Théorie générale de M. Keynes" par Etienne Mantoux,  Revue d'économie politique, vol. 51, no 6, novembre-décembre 1937, pp. 1559–1590. Paris: Librairie Sirey, 1937.
- The Carthaginian Peace, The Economic Consequences of Mr Keynes, Oxford University Press, 1946, xvii+210pp.